# João Melo
Pour les articles homonymes, voir Melo (homonymie).
João Melo, de son nom complet João Carlos da Conceição Melo, dit Melo, est un footballeur portugais , né le 3 septembre 1944 à Belas, qui jouait au poste de gardien de but.

## Biographie

### Joueur
Melo commence sa carrière de jeune joueur dans les équipes de jeunes du Benfica. Melo fait ses débuts professionnels avec l'équipe première du Benfica en 1963.
João Carlos Melo passe la première partie de sa carrière au Benfica Lisbonne, où il joue principalement comme gardien de but remplaçant entre 1963 et 1967, accumulant 17 apparitions en championnat.
Il est notamment sacré Champion du Portugal à deux reprises en 1965 et 1967.
Il dispute quatre rencontres de Coupe des clubs champions lors de la saison 1965-1966 : deux rencontres contre le Stade Dudelange sur des victoires records (8-0 et 10-0) et deux matchs contre le Levski Sofia (match nul 2-2 et victoire 3-2).
En 1968, il rejoint Salgueiros, où il joue pendant deux saisons avant de rejoindre l'Académica en 1970. Melo devient un joueur clé pour l'Académica, accumulant 136 apparitions en championnat au cours de ses cinq saisons avec le club.
Après son passage à l'Académica, Melo retourne à Salgueiros pour la saison 1976-1977, bien qu'il ne joue aucun match de championnat cette saison-là. Il continue ensuite sa carrière avec des passages dans divers clubs portugais, notamment Aliados Lordelo, FC Famalicão, et de nouveau l'Académica.
Il termine sa carrière professionnelle en jouant pour des clubs comme le CD Trofense, Lixa, FC Marco, et enfin Viseu e Benfica en 1984-1985.

## Palmarès
Benfica Lisbonne
- Championnat du Portugal (2) :
  - Champion : 1964-65 et 1966-67.

 Académica OAF
- Championnat du Portugal D2 (1) :
  - Champion : 1972-73.